# Pandemia di COVID-19 in Polonia
La pandemia di COVID-19 in Polonia si è diffusa in Polonia da metà marzo 2020.
Il 9 marzo la Polonia impone controlli sanitari alle frontiere terrestri e negli aeroporti. A partire dal 10 marzo, la Polonia segnala 25 casi e nessun decesso per il coronavirus. L'11 marzo viene annunciato che tutti gli istituti scolastici e culturali, i cinema, i teatri, gli spettacoli e le opere, nonché le università chiuderanno i battenti per almeno due settimane. Il 12 marzo, la Polonia vive la sua prima morte per coronavirus, una donna di 57 anni in un ospedale di Poznań.
Il 13 marzo il governo decide di chiudere i propri confini ai viaggiatori stranieri. I cittadini polacchi e gli stranieri che risiedono o lavorano in Polonia che rientrano nel paese sono soggetti a una quarantena di due settimane, a casa o in un luogo di isolamento che sarà loro prescritto. Tutti i ristoranti, bar e locali saranno chiusi il giorno successivo, ma potranno effettuare consegne a domicilio. Anche tutte le riunioni di più di 50 persone, comprese le messe, in questo paese molto cattolico sono vietate per due settimane. Considerato un importante produttore di clorochina, la Polonia ne autorizza l'uso se necessario; il laboratorio Adamed lo produce con il nome Arechin.
Dal 24 ottobre 2020 l'intero Paese entra in semi-confinamento. È in vigore il coprifuoco per gli anziani, il sistema scolastico sta passando all'apprendimento a distanza per gli studenti di età superiore ai 10 anni, i raduni sono limitati a cinque persone e bar e ristoranti potranno offrire solo cibo da asporto.
Il governo sta allestendo sedici ospedali di emergenza, uno per regione, per rispondere alla seconda ondata di epidemia che sta colpendo duramente la Polonia. Così, lo stadio nazionale di Varsavia è stato trasformato in un ospedale temporaneo.
In Slesia, l'area mineraria è un vero focolaio di infezioni. La miniera di carbone di Zofiowka è stata identificata come un focolaio, mentre sono stati rilevati circa 800 casi positivi tra i minatori o membri delle loro famiglie. Il vice primo ministro Jacek Sasin annuncia la chiusura per tre settimane di 12 miniere in Slesia. La Polonia non può permettersi un arresto totale, poiché tre quarti dell'elettricità polacca è prodotta dal carbone. Ai minori sottoposti a riposo forzato viene garantito il pieno stipendio.
Il 5 maggio 2023, l'Organizzazione mondiale della sanità dichiara ufficialmente la fine della pandemia.